# Il conte di Bréchard
Il conte di Bréchard è un film del 1938 diretto da Mario Bonnard

## Trama
Nel pieno della rivoluzione francese un servitore del conte di Bréchard diventa capo del Comitato di Salute Pubblica.
Il servitore era stato allontanato tempo prima con l'accusa di furto e lui per vendicarsi e umiliare il nobile lo obbliga a prendere in moglie una ragazza del popolo pena la ghigliottina. Il conte accetta e sceglie proprio la figlia del suo avversario che lavora come domestica al castello.
In questo modo il conte può tornare al castello e allo stesso tempo collaborare con il servitore alla gestione non proprio cristallina della vasta proprietà. Vengono infatti conclusi accordi con agenti stranieri che prevedono di non coltivare le terre provocando la penuria di cibo destinato al popolo.
Il conte denuncia se stesso ma anche il socio compiendo così la sua vendetta, ma la domestica vuole condividere con lui anche la condanna e si fa arrestare come complice.
I due si ritrovano in galera dove il conte ammette che il suo è stato un comportamento degno della contessa di Bréchard. I due vengono liberati poco dopo in quanto Robespierre è caduto e il periodo del terrore concluso.

## Distribuzione
Il film venne distribuito nel circuito cinematografico italiano nel gennaio del 1938.